# Olios pyrozonis
Olios pyrozonis is een spinnensoort uit de familie van de jachtkrabspinnen (Sparassidae).
De wetenschappelijke naam van de soort werd in 1901 als Sparassus pyrozonis gepubliceerd door Reginald Innes Pocock.